# Prezelle
Prezelle ist eine Gemeinde im niedersächsischen Landkreis Lüchow-Dannenberg und bildet mit vier weiteren Mitgliedsgemeinden die Samtgemeinde Gartow.

## Geografie

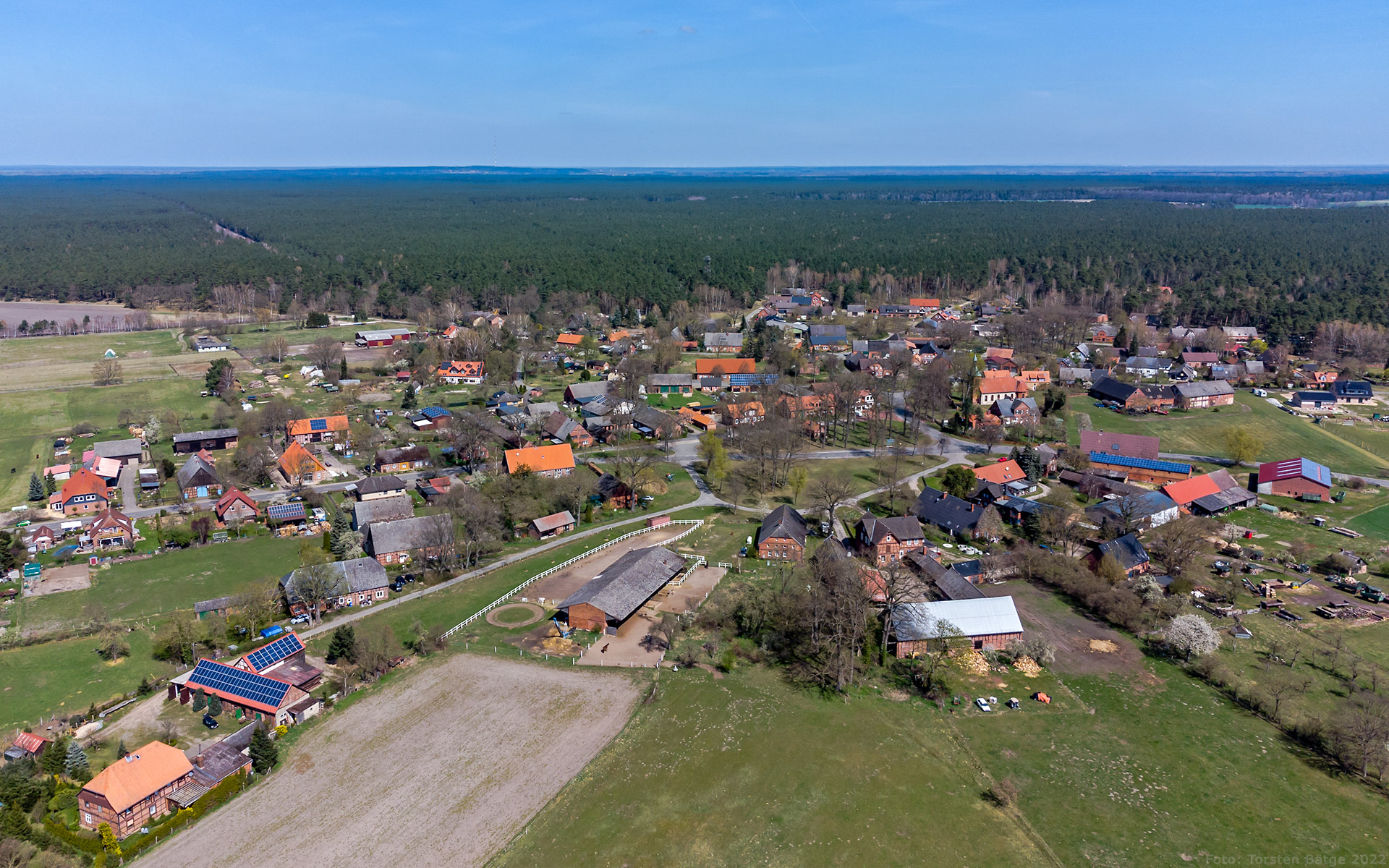
Prezelle, im Hintergrund beginnt der Gartower Forst

### Geografische Lage
Prezelle liegt direkt am südwestlichen Rand des Gartower Forstes etwa zehn Kilometer südlich der Elbe. Die Gemeinde gehört der Samtgemeinde Gartow an, die ihren Verwaltungssitz in dem Flecken Gartow hat.

### Gemeindegliederung
Die Gemeinde Prezelle besteht aus folgenden Ortsteilen:
- Prezelle mit Siedlung Prezelle und Wirl (mehrere Forstgebäude)
- Lomitz
- Lanze

Wirl ist eine Exklave, die sich weiter östlich innerhalb des gemeindefreien Gebietes Gartow befindet.

## Geschichte
Am 1. Juli 1972 wurden die Gemeinden Lanze und Lomitz eingegliedert.

## Religionen
In der Gemeinde Prezelle gibt es die evangelisch-lutherischen Kirchengemeinden Prezelle und Lanze sowie die Kapellengemeinde Lomitz, die sich zu einer Arbeitsgemeinschaft zusammengeschlossen haben. Die Gemeinden haben ein gemeinsames Pfarramt in Trebel mit den Kirchengemeinden Woltersdorf und Trebel.

## Politik
Die Gemeinde Prezelle gehört zum Landtagswahlkreis 48 Elbe und zum Bundestagswahlkreis 38 Lüchow-Dannenberg – Lüneburg.

### Gemeinderat
Der Gemeinderat aus Prezelle setzt sich aus sieben Mitgliedern zusammen. Die Ratsmitglieder werden durch eine Kommunalwahl für jeweils fünf Jahre gewählt.
Bei der Kommunalwahl 2021 ergab sich folgende Sitzverteilung:
- FLGP: 6 Sitze
- UWG: 1 Sitz

Vorherige Sitzverteilungen:
| Wahljahr                                                       | FLGP | SPD | UWG | Gesamt  |
| -------------------------------------------------------------- | ---- | --- | --- | ------- |
| 2016                                                           | 5    | 1   | 1   | 7 Sitze |
| __________________________ FLGP: Freie Liste Gemeinde Prezelle |      |     |     |         |

### Bürgermeister
Ehrenamtlicher Bürgermeister seit 2016 ist Friedrich-Wilhelm Schröder (FLGP).

## Kultur und Sehenswürdigkeiten
In der Liste der Bodendenkmale in Prezelle findet sich ein Bodendenkmal. 
Die Patronatskirche von Prezelle ließ 1752 der Graf von Bernstorff bauen. Der Klinkerbau wurde im 19. Jahrhundert durch einen Turm und eine Apsis ergänzt. Im Innern beeindruckt die Kirche durch ihre Helligkeit. Die Orgel wurde 1984 vom Orgelbaumeister Alfred Führer hinter einem Orgelprospekt aus 1872 von Rohlfing gebaut.

Patronatskirche Prezelle
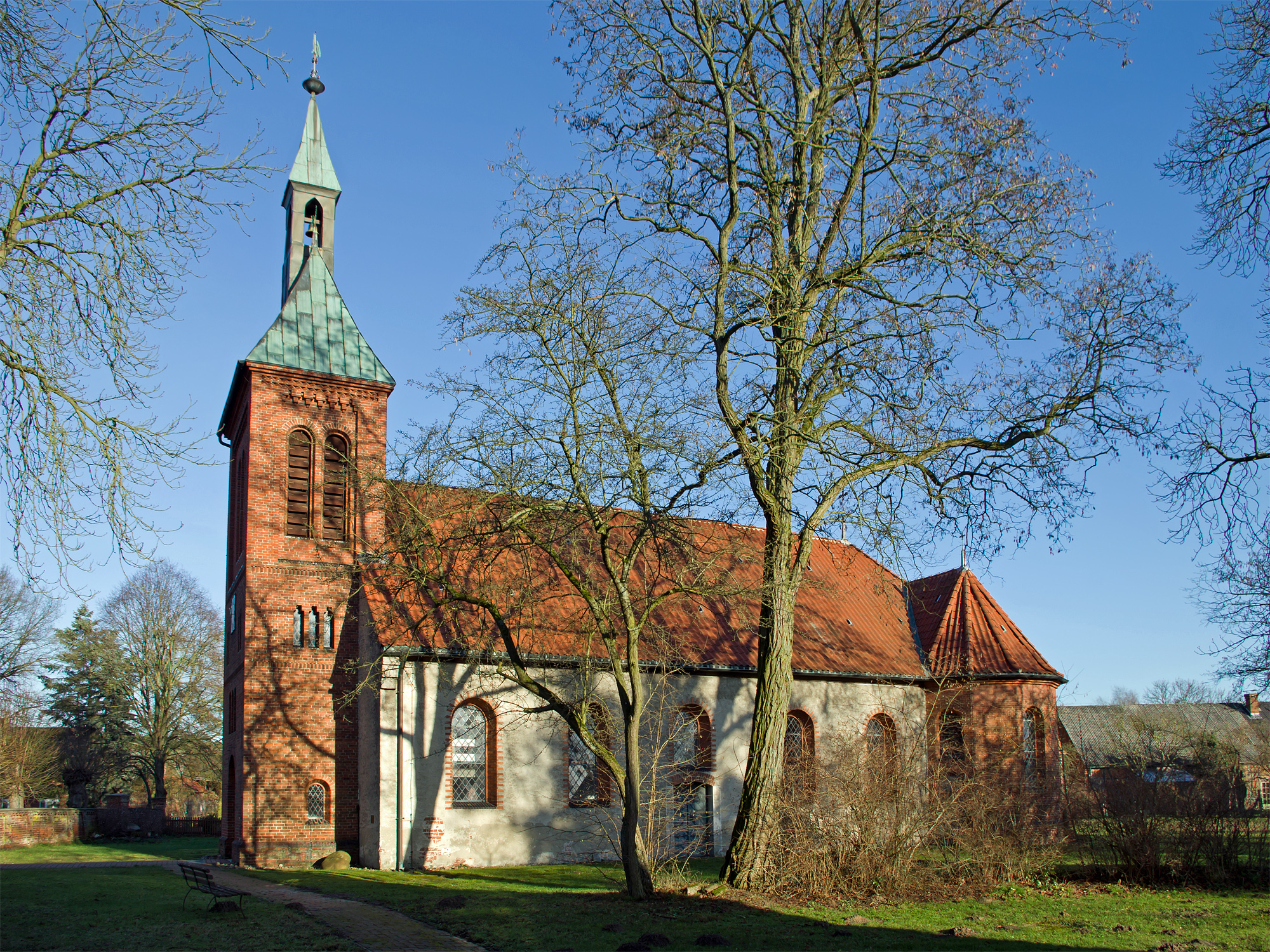
Kirche von Süden her gesehen
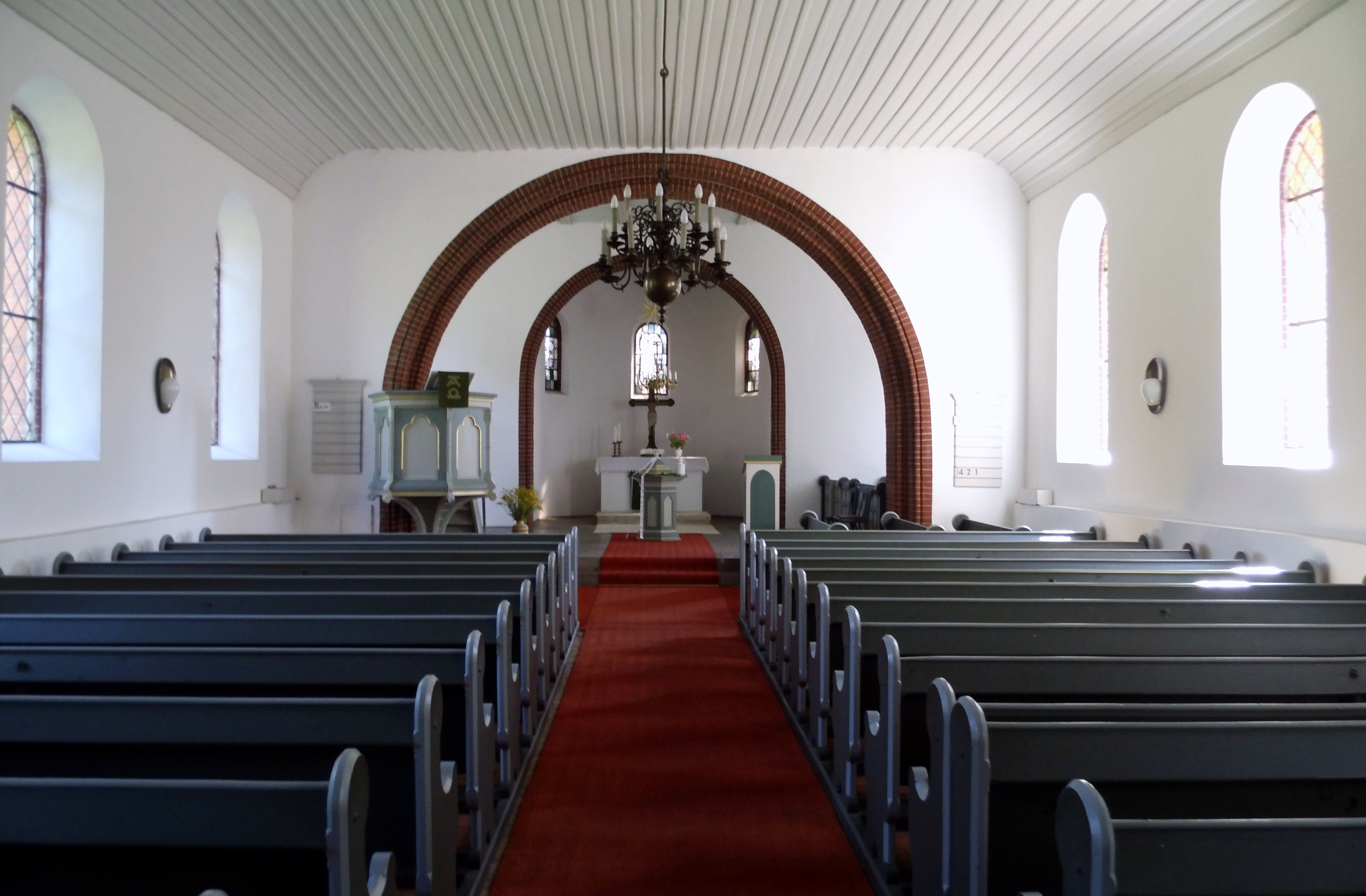
Innenraum
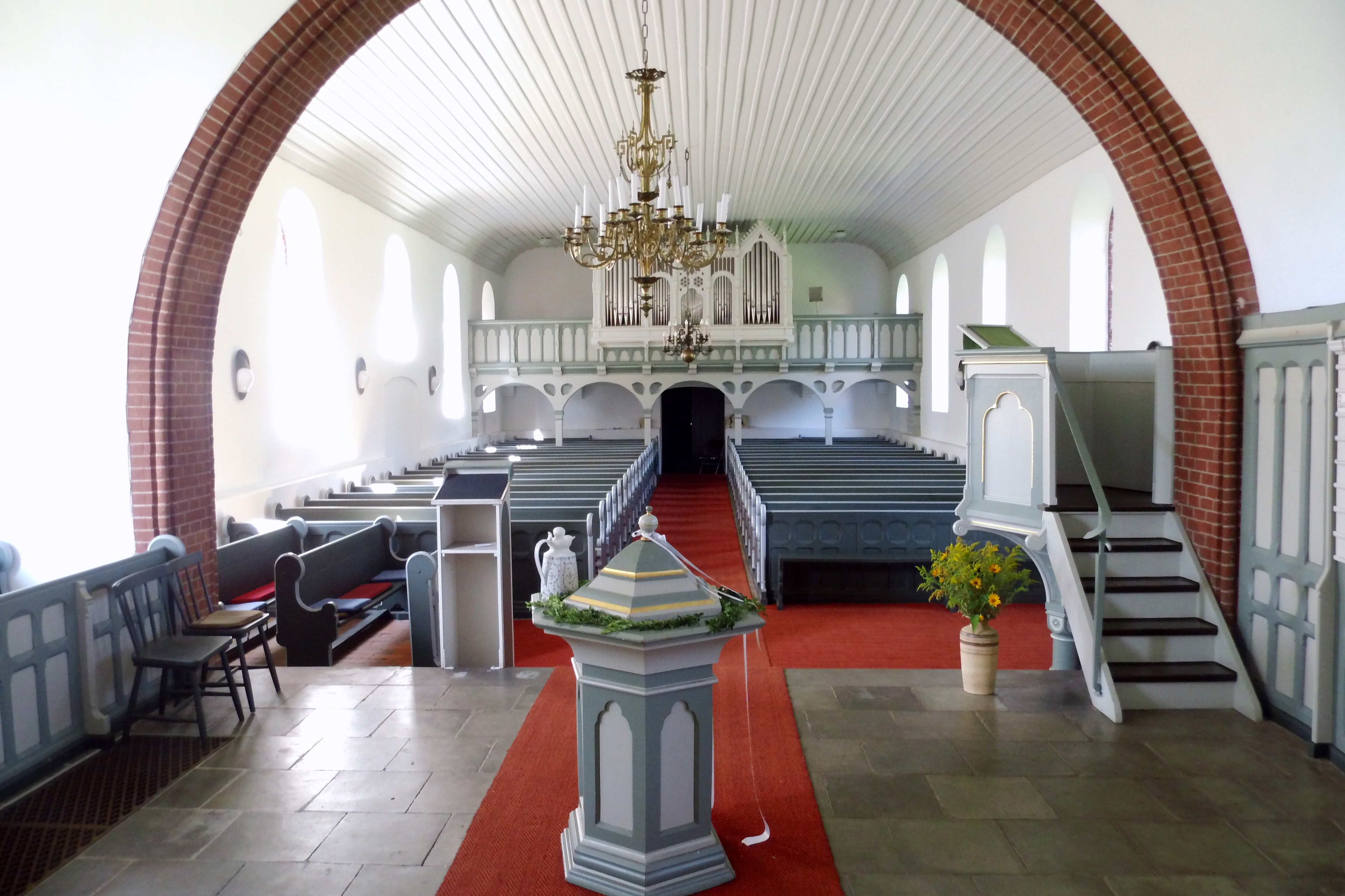
Blick auf die Orgel

Die Kirche in Lanze ersetzte 1876 ein zu Beginn des Jahrhunderts erbautes Gebäude. Der neugotische Baustil der Kirche findet sich auch im Altaraufsatz und der Kanzel wieder. Die Orgel von Folkert Becker wurde 1877 gebaut.
Die Lomitzer Kapelle wurde 1879 in neogotischer Bauweise mit für diesen Stil typischen kleinen Türmchen am Westturm errichtet. Die moderne Kanzel wurde 1981 gebaut.

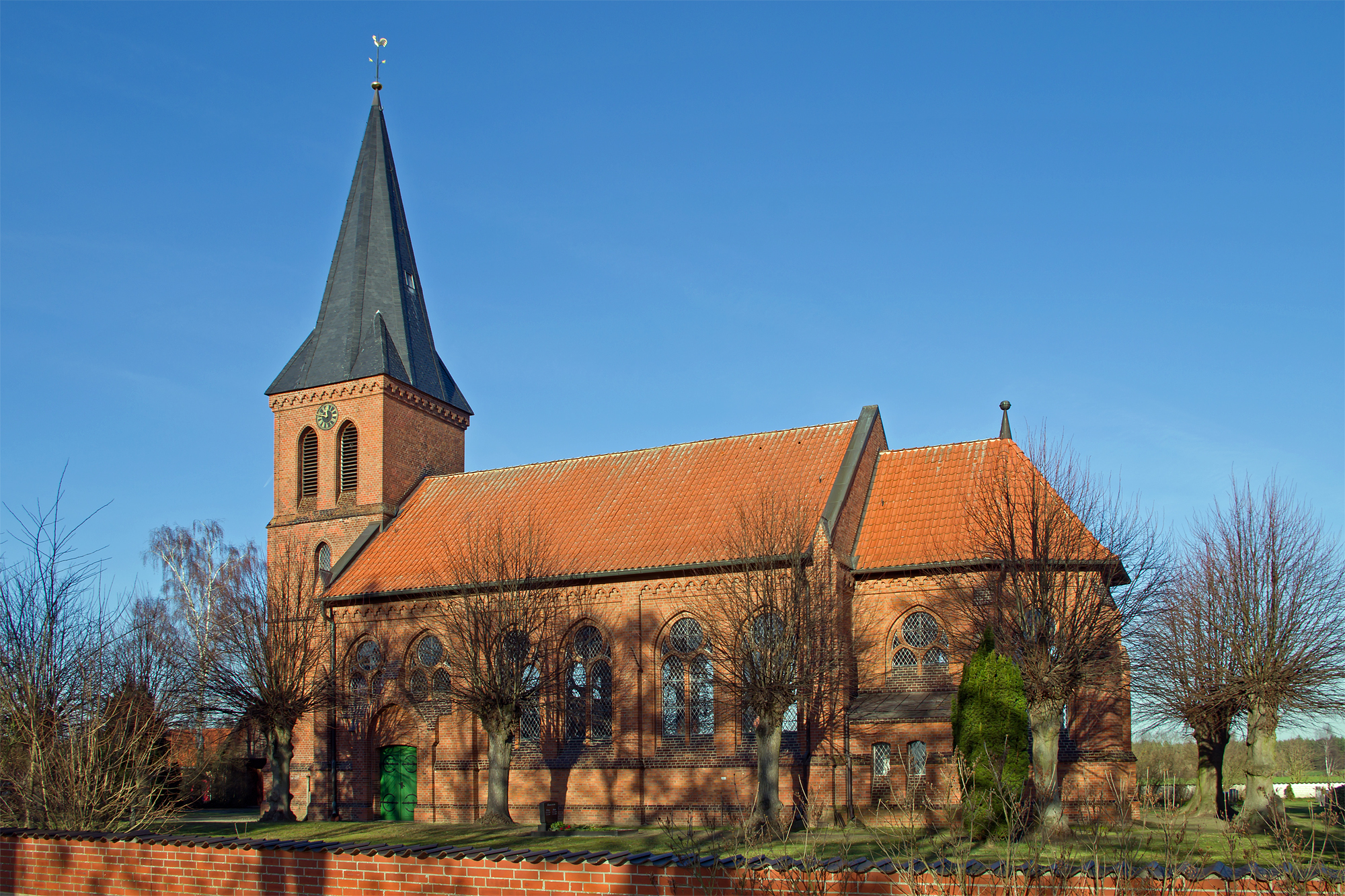
Kirche in Lanze
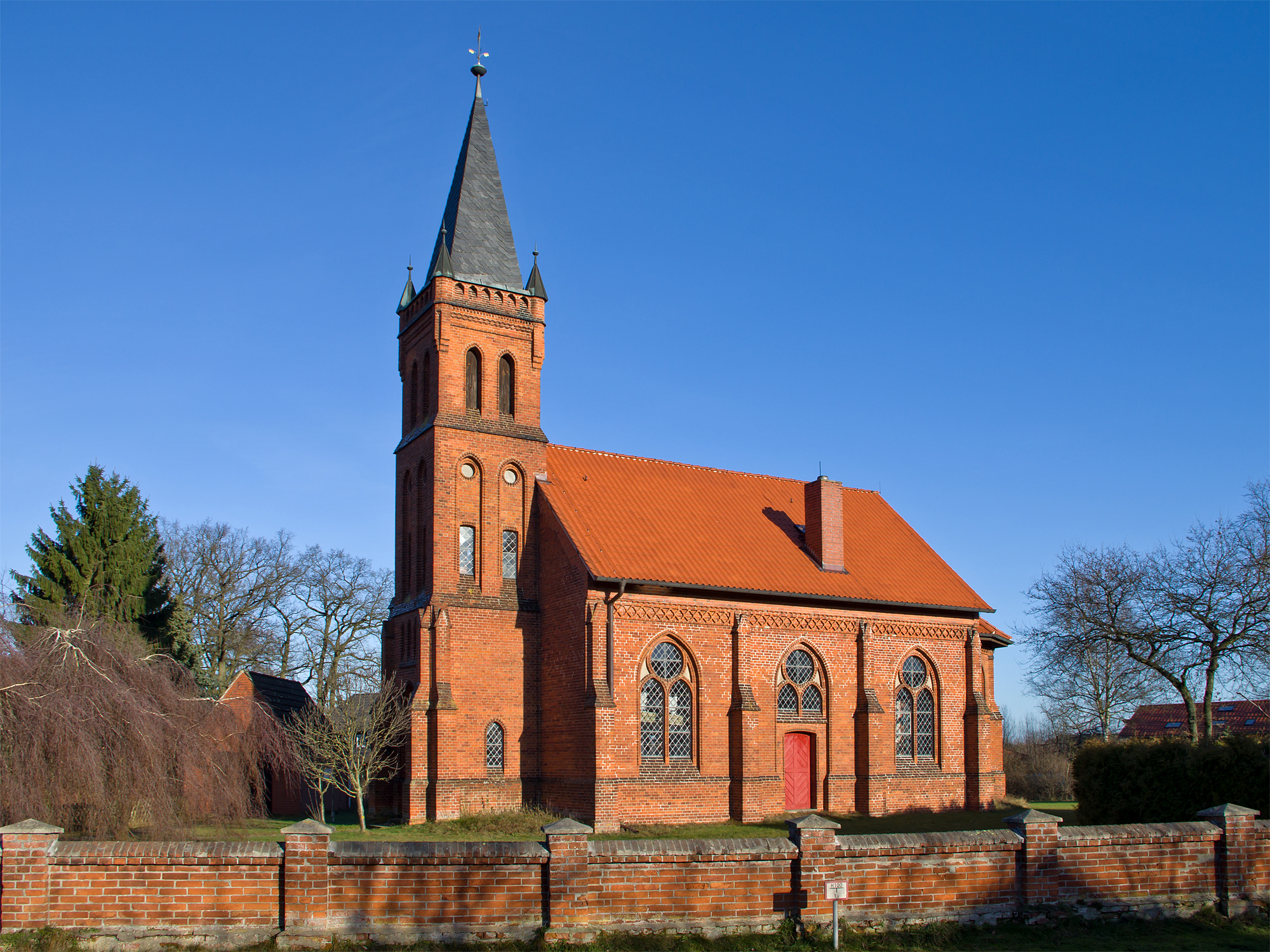
Kirche in Lomitz

## Verkehr
- Die B 493 Lüchow–Schnackenburg führt ca. vier Kilometer nördlich an der Gemeinde vorbei.

## Persönlichkeiten
- Rudolf Utermöhlen (1906–1982), lutherischer Theologe und Kirchenmusiker

## Freizeitaktivitäten
Die  IGAS Wendland e. V. veranstaltet jährlich den Wendland84er mit Zielbereich in Prezelle, eine Inline-Speedskating-Veranstaltung, in deren Rahmen u. a. die Deutsche Langstreckenmeisterschaft auf der Doppelmarathondistanz (84,39 km) ausgetragen wird.

## Sonstiges
Der Fernsehfilm Die Dubrow-Krise (1969, Autor: Wolfgang Menge, Regie: Eberhard Itzenplitz) wurde in Prezelle gedreht. Darin wird der gesamte Ort zur fiktiven Gemeinde Dubrow, die über Nacht durch Grenzanlagenverlegung vom Territorium der DDR in das Hoheitsgebiet der Bundesrepublik Deutschland verpflanzt wird. Sogar einige Einwohner von Prezelle übernahmen kleinere Rollen in dem Film und selbst die Innenaufnahmen wurden vor Ort gedreht, zum Beispiel in dem vorübergehend zu einem Kulturhaus umgewidmeten Dorfkrug.